# Staegeria kunzei
Staegeria kunzei är en tvåvingeart som först beskrevs av Zetterstedt 1821.  Staegeria kunzei ingår i släktet Staegeria och familjen kolvflugor. Arten är reproducerande i Sverige. Inga underarter finns listade i Catalogue of Life.